# Ignacy (Lappas)
Ignacy, imię świeckie Jakowos Lappas (ur. 1946 w Salamis, zm. 26 czerwca 2018) – duchowny Greckiego Kościoła Prawosławnego, w latach 1994–2018 metropolita Larisy i Tyrnawos.

## Życiorys
Ukończył studia na wydziale teologicznym Uniwersytetu Narodowego w Atenach. Święcenia diakonatu i prezbiteratu przyjął w 1976. Chirotonię biskupią otrzymał 28 maja 1994. Zmarł w 2018 r.